# Брандшайд (Вестервальд)
Брандшайд (нем. Brandscheid) — община в Германии, в земле Рейнланд-Пфальц.
Входит в состав района Вестервальд. Подчиняется управлению Вестербург. Население составляет 490 человек (на 31 декабря 2010 года). Занимает площадь 3,03 км².